# مالدن
مالدن (بالإنجليزية: Malden, Massachusetts)‏ هي مدينة من مدن الولايات المتحدة. يبلغ عدد سكانها 60,071 نسمة وذلك حسب إحصائيات سنة 2011. تبلغ مساحتها 13.2 كم².

## التركيبة السكانية
حدّد مكتب تعداد الولايات المتحدة بيانات التركيبة السكانية لمالدن في تعداد الولايات المتحدة. في ما يلي، التركيبة السكانية حسب تعدادي 2000 و2010.

### تعداد عام 2000
بلغ عدد سكان مالدن 56,340 نسمة بحسب تعداد عام 2000، وبلغ عدد الأسر 23,009 أسرة وعدد العائلات 13,570 عائلة مقيمة في المدينة. في حين سجلت الكثافة السكانية 4,281.2 نسمة لكل كيلومتر مربع (11,088.3/ميل2). وبلغ عدد الوحدات السكنية 23,634 وحدة بمتوسط كثافة قدره 1,795.9 لكل كيلومتر مربع (4,651.4/ميل2).
وتوزع التركيب العرقي للمدينة بنسبة 72.09% من البيض و8.15% من الأمريكيين الأفارقة و0.14% من الأمريكيين الأصليين و13.99% من الأمريكيين ذوي الأصول الآسيوية و0.06% من سكان جزر المحيط الهادئ و2.10% من الأعراق الأخرى و3.46% من عرقين مختلطين أو أكثر و4.79% من الهسبانيون أو اللاتينيون من أي عرق.
بلغ عدد الأسر 23,009 أسرة كانت نسبة 27.7% منها لديها أطفال تحت سن الثامنة عشر تعيش معهم، وبلغت نسبة الأزواج القاطنين مع بعضهم البعض 42.8% من أصل المجموع الكلي للأسر، ونسبة 12.3% من الأسر كان لديها معيلات من الإناث دون وجود شريك، بينما كانت نسبة 3.9% من الأسر لديها معيلون من الذكور دون وجود شريكة وكانت نسبة 41% من غير العائلات. تألفت نسبة 32.2% من أصل جميع الأسر من عدة أفراد يعيشون في نفس المنزل ونسبة 11.5% كانت تتألف من شخص يعيش بمفرده يبلغ من العمر 65 عاماً أو أكثر. وبلغ متوسط حجم الأسرة المعيشية 2.42، أما متوسط حجم العائلات فبلغ 3.13.
بلغ العمر الوسطي للسكان 35.7 عاماً. وكانت نسبة 19.9% من القاطنين تحت سن الثامنة عشر، وكانت نسبة 8.5% بين الثامنة عشر والرابعة والعشرين عاماً، ونسبة 36.7% كانت واقعةً في الفئة العمرية ما بين الخامسة والعشرين والرابعة والأربعين عاماً، ونسبة 20.6% كانت ما بين الخامسة والأربعين والرابعة والستين، ونسبة 13.2% كانت ضمن فئة الخامسة والستين عاماً فما فوق. يوجد لكل 100 أنثى 93.1 ذكر، ويوجد لكل 100 أنثى في الثامنة عشر من عمرها فما فوق 90.3 ذكر.
بلغ متوسط دخل الأسرة في المدينة 45,654 دولارًا، أما متوسط دخل العائلة فبلغ 55,557 دولارًا. وكان متوسط دخل الذكور 37,741 دولارًا مقابل 31,157 دولارًا للإناث. وسجل دخل الفرد الخاص بالمدينة 22,004 دولارًا. وكانت نسبة 6.6% من العائلات ونسبة 9.2% من السكان تحت خط الفقر، وكان من هؤلاء نسبة 12.3% تحت سن الثامنة عشر ونسبة 10.2% في الخامسة والستين من العمر وما فوق.

### تعداد عام 2010
بلغ عدد سكان مالدن 59,450 نسمة بحسب تعداد عام 2010، وبلغ عدد الأسر 23,673 أسرة وعدد العائلات 14,317 عائلة مقيمة في المدينة. في حين سجلت الكثافة السكانية 4,517.5 نسمة لكل كيلومتر مربع (11,700.3/ميل2). وبلغ عدد الوحدات السكنية 25,161 وحدة بمتوسط كثافة قدره 1,911.9 لكل كيلومتر مربع (4,951.8/ميل2).
وتوزع التركيب العرقي للمدينة بنسبة 56.67% من البيض و14.80% من الأمريكيين الأفارقة و0.17% من الأمريكيين الأصليين و20.14% من الأمريكيين ذوي الأصول الآسيوية و0.03% من سكان جزر المحيط الهادئ و4.95% من الأعراق الأخرى و3.24% من عرقين مختلطين أو أكثر و8.40% من الهسبانيون أو اللاتينيون من أي عرق.
بلغ عدد الأسر 23,673 أسرة كانت نسبة 29.6% منها لديها أطفال تحت سن الثامنة عشر تعيش معهم، وبلغت نسبة الأزواج القاطنين مع بعضهم البعض 41.8% من أصل المجموع الكلي للأسر، ونسبة 13.9% من الأسر كان لديها معيلات من الإناث دون وجود شريك، بينما كانت نسبة 4.8% من الأسر لديها معيلون من الذكور دون وجود شريكة وكانت نسبة 39.5% من غير العائلات. تألفت نسبة 30% من أصل جميع الأسر من عدة أفراد يعيشون في نفس المنزل ونسبة 9.7% كانت تتألف من شخص يعيش بمفرده يبلغ من العمر 65 عاماً أو أكثر. وبلغ متوسط حجم الأسرة المعيشية 2.50، أما متوسط حجم العائلات فبلغ 3.16.
بلغ العمر الوسطي للسكان 36.2 عاماً. وكانت نسبة 19.7% من القاطنين تحت سن الثامنة عشر، وكانت نسبة 9.5% بين الثامنة عشر والرابعة والعشرين عاماً، ونسبة 34% كانت واقعةً في الفئة العمرية ما بين الخامسة والعشرين والرابعة والأربعين عاماً، ونسبة 25.1% كانت ما بين الخامسة والأربعين والرابعة والستين، ونسبة 11.8% كانت ضمن فئة الخامسة والستين عاماً فما فوق. وتوزع التركيب الجنسي للسكان بنسبة 48.4% ذكور و51.6% إناث.

## أعلام
- فرانك ستيلا
- إليزابيث روبنسون أبوت
- هنري إي. تورنر
- ويليام ستيفنز روبنسون
- جاك ألبرتسون
- إدنا ماي أوليفر
- أندي هارينجتون
- إرل ستانلي غاردنر
- ديك بليسدل
- نورمان غرينبوم

## وصلات خارجية
- الموقع الإلكتروني